# Ушаков, Владимир Алексеевич
Владимир Алексеевич Ушаков (2 марта 1903, село Беломир, Смоленская губерния — 2 января 1986, Ленинград) — советский военный деятель, генерал-лейтенант авиации (28 сентября 1943).

## Начальная биография
Родился 2 марта 1903 года в селе Беломир Вяземского уезда Смоленской губернии (ныне Вяземского района Смоленской области), русский.

## Военная служба

### Гражданская война
В январе 1919 года вступил в РККА и направлен красноармейцем инженерного парка в составе 3-й стрелковой дивизии на Южном фронте, однако в декабре того же года был демобилизован по состоянию здоровья.
В июле 1920 года был вновь призван в РККА, после чего был назначен на должность секретаря военного комиссара 750-го полевого запасного госпиталя.

### Межвоенное время
В феврале 1922 года был направлен на учёбу в Киевское военное училище Красного Воздушного флота, после окончания которого в сентябре 1924 года был направлен на учёбу в Ленинградскую военно-теоретическую школу ВВС РККА, а в январе 1926 году — в 1-ю военную школу лётчиков имени А. Ф. Мясникова в пгт Кача, после окончания которой с августа 1927 года служил младшим лётчиком 24-го авиационного отряда в составе 12-й авиационной бригады, а с мая 1928 года — младшим и старшим лётчиком в составе 40-й авиационной эскадрильи (ОКДВА). В 1929 году принимал участие в боевых действиях на КВЖД.
С июля 1930 года служил на должностях помощника начальника штаба в составе 18-й авиационной бригады ОКДВА, а также шеф-пилота и инспектора техники пилотирования Управления ВВС армии.
После окончания курсов усовершенствования начальствующего состава при Военно-воздушной академии РККА имени Н. Е. Жуковского в сентябре 1933 года был назначен на должность командира и комиссара 15-й дальнеразведывательной авиационной эскадрильи, а в декабре 1937 года — на должность командира 9-й тяжелой бомбардировочной авиационной бригады.
После окончания Липецкой высшей лётно-тактической школы ВВС РККА в сентябре 1938 года был назначен на должность командира 13-го скоростного бомбардировочного авиационного полка, который принимал участие в ходе похода в Западную Белоруссию, присоединении Бессарабии, а также в советско-финской войне. За успешное руководство полком Владимир Алексеевич Ушаков был награждён орденом Красного Знамени.
В марте 1941 года был назначен на должность командира 76-й смешанной авиационной дивизии, формируемой в составе Харьковского военного округа.

### Великая Отечественная война
С началом войны находился на прежней должности. Дивизия под его командованием находилась в резерве Ставки Верховного Главнокомандования, а в сентябре была включена в состав 37-й армии, после чего принимала участие в боевых действиях против 1-й танковой группы противника под командованием Э. фон Клейста в ходе Ростовских оборонительных и наступательных операций, а также в освобождении города Ростов-на-Дону, за что В. А. Ушаков был награждён орденом Ленина.
В декабре 1941 года был назначен на должность командующего ВВС 60-й резервной армии, преобразованной вскоре в 3-ю ударную. Армия принимала участие в ходе Торопецко-Холмской и Демянской наступательных операций.
В мае 1942 года был назначен на должность командира 204-й бомбардировочной авиационной дивизии в составе 1-й воздушной армии (Западный фронт), которая принимала участие в ходе Ржевско-Сычевской наступательной операции.
В феврале 1943 года был назначен на должность командира 2-го бомбардировочного авиационного корпуса (с сентября 1943 – 3-я гвардейская бомбардировочная авиационная дивизия), после чего принимал участие в ходе контрнаступления под Сталинградом, а затем в воздушных боях на Кубани (битва за Кавказ), Орловской (Курская битва), Смоленской, Белорусской, Прибалтийской, Восточно-Прусской, Кёнигсбергской и других операциях.
В июне 1945 года был назначен на должность командира 7-го бомбардировочного авиационного корпуса в составе 12-й воздушной армии (Забайкальский фронт), после чего принимал участие в ходе Хингано-Мукденской операции.
За время двух войн был восемь раз упомянут в благодарственных в приказах Верховного Главнокомандующего.

### Послевоенная карьера
После войны продолжил командовать корпусом.
В апреле 1946 года был назначен на должность начальника Управления боевой подготовки ближнебомбардировочной авиации ВВС, в августе 1947 года — на должность начальника Управления боевой подготовки бомбардировочной авиации ВВС ВС СССР, а в ноябре 1949 года — на должность начальника курсов усовершенствования командного состава при Военно-воздушной академии.
После окончания высший академический курсов при Высшей военной академии имени К. Е. Ворошилова в январе 1953 года был назначен на должность командующего ВВС Воронежского военного округа, в декабре 1956 года — на должность начальника гидрометеорологического факультета Военно-воздушной инженерной академии имени А. Ф. Можайского, а в сентябре 1961 года — на должность начальника факультета № 5 этой же академии.
Вышел в запас в сентябре 1962 года в звании генерал-лейтенанта. Умер 2 января 1986 года в Ленинграде.

Могила Ушакова на Северном кладбище Санкт-Петербурга.

## Награды
- Два ордена Ленина (27.12.1941, 21.02.1945[2]);
- Три ордена Красного Знамени (1940, 03.11.1944[2], 1949[2]);
- Орден Кутузова 1 степени (29.06.1945);
- Три ордена Суворова 2 степени (1943, 19.04.1945, 31.08.1945);
- Орден Кутузова 2 степени (03.07.1944);
- Два ордена Отечественной войны 1 степени (10.03.1943, 06.04.1985);
- Медали[3];
- Иностранные медали.

## Воинские звания
- полковник
- генерал-майор авиации (17.10.1942)
- генерал-лейтенант авиации (28.09.1943)